# La Brède
La Brède è un comune francese di 4 132 abitanti situato nel dipartimento della Gironda nella regione dell'Aquitania.

## Società

### Evoluzione demografica
Abitanti censiti